# Ben Hatskin Trophy
Il Ben Hatskin Trophy è stato un trofeo annuale assegnato al miglior portiere al termine della stagione regolare della World Hockey Association. Il trofeo fu chiamato in onore di Ben Hatskin, fondatore della franchigia dei Winnipeg Jets.

## Vincitori
| Stagione | Giocatore      | Squadra             |
| -------- | -------------- | ------------------- |
| 1972-73  | Gerry Cheevers | Cleveland Crusaders |
| 1973-74  | Don McLeod     | Houston Aeros       |
| 1974-75  | Ron Grahame    | Houston Aeros       |
| 1975-76  | Michel Dion    | Indianapolis Racers |
| 1976-77  | Ron Grahame    | Houston Aeros       |
| 1977-78  | Al Smith       | NE Whalers          |
| 1978-79  | Dave Dryden    | Edmonton Oilers     |